# Alberico II Cybo-Malaspina
Alberico II Cybo-Malaspina (Genova, 23 luglio 1607 – Massa, 29 gennaio 1690), figlio di Carlo I Cybo-Malaspina, fu il terzo e ultimo principe di Massa e marchese di Carrara (1662-1664) ed il primo duca di Massa e principe di Carrara (1664-1690).

## Biografia
Era figlio di Carlo I Cybo-Malaspina, Principe Sovrano di Massa e Marchese Sovrano di Carrara.
Portava anche i titoli di Principe del Sacro Romano Impero, terzo Duca di Ferentillo, secondo Duca di Ajello, Conte Palatino del Laterano, Barone di Paduli, Signore Sovrano di Moneta ed Avenza, Signore di Lago, Laghitello, Serra e Terrati, Barone Romano, Patrizio Romano e Patrizio Genovese, Patrizio di Pisa e Firenze, Patrizio Napoletano, Nobile di Viterbo.
Sposò a Carrara il 18 novembre 1626  la Principessa Fulvia Pico (Mirandola, 15 settembre 1607 - Massa, 15 maggio 1670), Principessa della Mirandola, figlia di Alessandro I Pico, Duca Sovrano della Mirandola, e della Principessa Laura d'Este, Principessa di Modena e Reggio.
Morì il 29 gennaio 1690.

## Discendenza
Alberico e Fulvia ebbero quattordici figli:
- Laura (Massa, 7 novembre 1628 - Massa 25 luglio 1642)[3][4];
- Maria Francesca Caterina (Massa, 19 ottobre 1629 - Massa 19 agosto 1634)[3];
- Carlo II (Massa 9 giugno 1631 - Massa, 7 dicembre 1710) Duca di Massa e Principe di Carrara;
- Maria (Massa, novembre 1632 - Massa, 1637);
- Alessandro (Massa, 12 dicembre 1633 - Roma, dicembre[5] 1705), Patriarca Titolare di Costantinopoli nel 1705, Referendario dell'Una e dell'Altra Segnatura;
- Costanza (Massa, 29 dicembre 1634 - Massa 1635);
- Giovanni Battista, Patrizio Romano e Patrizio Genovese, Patrizio di Pisa e Firenze, Patrizio Napoletano, Nobile di Viterbo (Massa, nato e morto il 5 dicembre 1635);
- Maria Francesca (Massa, 11 novembre 1637 - Massa, 22 aprile 1675);
- Anna (Massa, 15 gennaio 1640 - Carrara, 27 ottobre 1691);
- Ferdinando, ordinato sacerdote il 6 maggio 1674, Abate della Insigne Collegiata di San Pietro di Massa (Massa, 22 gennaio 1641 - Agnano, 18 novembre 1682)[6];
- Ferrante (Massa, nato e morto il 27 novembre 1642)[3][4];
- Francesco Maria, Patrizio Romano e Patrizio Genovese, Patrizio di Pisa e Firenze, Patrizio Napoletano, Nobile di Viterbo (Massa, 25 febbraio 1644[5] - Massa, ottobre 1644);
- Teresa (Massa, 21 giugno 1645 - Massa, 22 aprile 1682);
- Innocenzo (Massa, 23 maggio 1648 - Roma, 19 febbraio 1674), Patrizio Romano e Patrizio Genovese, Patrizio di Pisa e Firenze, Patrizio Napoletano, Nobile di Viterbo, Cameriere di Cappa e Spada di Sua Santità, Governatore del Ducato di Ferentillo.

## Ascendenza
|                                        |                                    |                                      | Genitori                                      |  |  | Nonni |  |  | Bisnonni                  |  |  | Trisnonni    |  |
|                                        |                                    |                                      |                                               |  |  |       |  |  | Alberico I Cybo-Malaspina |  |  | Lorenzo Cybo |  |
|                                        |                                    |                                      |                                               |  |  |       |  |  | Alberico I Cybo-Malaspina |  |  | Lorenzo Cybo |  |
|                                        |                                    | Ricciarda Malaspina                  |                                               |  |  |       |  |  | Alberico I Cybo-Malaspina |  |  |              |  |
| Alderano Cybo-Malaspina                |                                    |                                      |                                               |  |  |       |  |  | Alberico I Cybo-Malaspina |  |  |              |  |
|                                        |                                    | Elisabetta della Rovere              | Francesco Maria I Della Rovere                |  |  |       |  |  |                           |  |  |              |  |
|                                        |                                    | Elisabetta della Rovere              | Francesco Maria I Della Rovere                |  |  |       |  |  |                           |  |  |              |  |
|                                        |                                    | Elisabetta della Rovere              | Eleonora Gonzaga Della Rovere                 |  |  |       |  |  |                           |  |  |              |  |
| Carlo I Cybo-Malaspina                 |                                    | Elisabetta della Rovere              |                                               |  |  |       |  |  |                           |  |  |              |  |
|                                        |                                    | Francesco d'Este                     | Alfonso I d'Este                              |  |  |       |  |  |                           |  |  |              |  |
|                                        |                                    | Francesco d'Este                     | Alfonso I d'Este                              |  |  |       |  |  |                           |  |  |              |  |
|                                        |                                    | Francesco d'Este                     | Lucrezia Borgia                               |  |  |       |  |  |                           |  |  |              |  |
| Marfisa d'Este                         |                                    | Francesco d'Este                     |                                               |  |  |       |  |  |                           |  |  |              |  |
|                                        |                                    | …                                    | …                                             |  |  |       |  |  |                           |  |  |              |  |
|                                        |                                    | …                                    | …                                             |  |  |       |  |  |                           |  |  |              |  |
|                                        |                                    | …                                    | …                                             |  |  |       |  |  |                           |  |  |              |  |
| Alberico II Cybo-Malaspina             |                                    | …                                    |                                               |  |  |       |  |  |                           |  |  |              |  |
|                                        | Niccolò Spinola, patrizio genovese | Luca Spinola, patrizio genovese      |                                               |  |  |       |  |  |                           |  |  |              |  |
|                                        | Niccolò Spinola, patrizio genovese | Luca Spinola, patrizio genovese      |                                               |  |  |       |  |  |                           |  |  |              |  |
|                                        | Niccolò Spinola, patrizio genovese | Paola Fogliani, patrizia genovese    |                                               |  |  |       |  |  |                           |  |  |              |  |
| Giannettino Spinola, patrizio genovese | Niccolò Spinola, patrizio genovese |                                      |                                               |  |  |       |  |  |                           |  |  |              |  |
|                                        |                                    | Placida Doria, patrizia genovese     | Giannettino Doria, patrizio genovese          |  |  |       |  |  |                           |  |  |              |  |
|                                        |                                    | Placida Doria, patrizia genovese     | Giannettino Doria, patrizio genovese          |  |  |       |  |  |                           |  |  |              |  |
|                                        |                                    | Placida Doria, patrizia genovese     | Ginetta Centurione, patrizia genovese         |  |  |       |  |  |                           |  |  |              |  |
| Brigida Spinola, patrizia genovese     |                                    | Placida Doria, patrizia genovese     |                                               |  |  |       |  |  |                           |  |  |              |  |
|                                        |                                    | Stefano De Mari, patrizio genovese   | Francesco De Mari, patrizio genovese          |  |  |       |  |  |                           |  |  |              |  |
|                                        |                                    | Stefano De Mari, patrizio genovese   | Francesco De Mari, patrizio genovese          |  |  |       |  |  |                           |  |  |              |  |
|                                        |                                    | Stefano De Mari, patrizio genovese   | Lelia Pallavicini, patrizia genovese          |  |  |       |  |  |                           |  |  |              |  |
| Diana De Mari, patrizia genovese       |                                    | Stefano De Mari, patrizio genovese   |                                               |  |  |       |  |  |                           |  |  |              |  |
|                                        |                                    | Veronica Grimaldi, patrizia genovese | Giovanni Battista Grimaldi, patrizio genovese |  |  |       |  |  |                           |  |  |              |  |
|                                        |                                    | Veronica Grimaldi, patrizia genovese | Giovanni Battista Grimaldi, patrizio genovese |  |  |       |  |  |                           |  |  |              |  |
|                                        |                                    | Veronica Grimaldi, patrizia genovese | Maddalena Pallavicini, patrizia genovese      |  |  |       |  |  |                           |  |  |              |  |
|                                        |                                    | Veronica Grimaldi, patrizia genovese |                                               |  |  |       |  |  |                           |  |  |              |  |